# 有明フロンティアビル
有明フロンティアビル（ありあけフロンティアビル）は、東京都江東区有明3丁目7番26号にある超高層ビルである。東京臨海副都心建設が臨海副都心地区における民間開発を牽引する先導的施設として台場フロンティアビル、青海フロンティアビルともに建設された。

## 概要
東京における7番目の副都心として開発された臨海副都心地区で、都と民間企業の第三セクターである東京臨海副都心建設（経営破綻のため、2007年に東京テレポートセンターに吸収合併）が建設した3棟のビルのうちの1棟である。
有明フロンティアビルは、東京国際展示場（東京ビッグサイト）を中心とするコンベンションゾーンと、東京ファッションタウンビル（TFTビル）に代表されるファッションゾーンとの中間に位置し、性格的には「国際的な人・物・情報の交流拠点」と位置づけ建てられた。
敷地形状は南北に長い矩形で、長手方向に高さの異なるツインタワーの高層棟を並べ、その中央に大規模なアトリウムをつくった。建物の用途構成は、ツインタワー部分（A棟は4～21階、B棟は4～12階）が貸オフィス、低層の1～3階が店舗、地下1階が自走式駐車場、地下2階以下に設備機械室、中間変電所、地域冷暖房施設等が配されている。外装は基本的にフッ素樹脂焼付のアルミパネルとガラスによるカーテンウォールで構成。基準階オフィスは、センターリニア型のコアで東西に二分され、片側で約500㎡のスペースとなっている。

## テナント

### オフィス
- ユニバーサルエンターテインメント本社 A棟
- 一般財団法人東京マラソン財団 B棟8階

ほか。

### 店舗
1階と2階にはショップとレストランがあり、ファミリーマート、サイゼリヤ、カフェ・ベローチェなどが入居している。
2013年5月12日、1階に東京マラソン財団がランナーサポート施設「JOGPORT ARIAKE」を開設したが、2022年1月31日で閉館した。

## ロケ地
テレビ朝日系列で放送されたはみだし刑事情熱系では、有明フロンティアビルが庁舎の外観映像として使用され、周辺で収録も行われた。
フジテレビ系列で放送された古畑任三郎「第31話　古畑、歯医者へ行く」では有明フロンティアビルのB棟側低層階・アトリウムが使用された。

## 交通アクセス

### 鉄道
- りんかい線国際展示場駅から徒歩2分。
- ゆりかもめ東京ビッグサイト駅直結。